# Tongi

Tongi var en stad strax norr om Dhaka, i Dhakaprovinsen i Bangladesh. Staden hade 406 420 invånare vid folkräkningen 2011. I januari 2013 upptogs Tongi i den nybildade Gazipur City Corporation och upphörde att existera som egen kommun.